# Joie Lee
Joie Lee (* 22. Juni 1962 in New York City als Joie Susannah Lee) ist eine US-amerikanische Schauspielerin, Drehbuchautorin und Filmproduzentin.

## Leben und Leistungen
Joie Lee ist eine Tochter von Bill Lee und Schwester von Spike Lee. Sie debütierte in einer Nebenrolle in der Komödie Nola Darling (1986), bei der Spike Lee Regie führte. Im Musikfilm Mo’ Better Blues (1990) von Spike Lee war sie neben Denzel Washington, Spike Lee und Wesley Snipes als Indigo Downes zu sehen.
In der Komödie Crooklyn (1994) spielte sie an der Seite von Alfre Woodard und Delroy Lindo eine Nebenrolle, außerdem war sie – neben ihrem Bruder Cinqué Lee – als Drehbuchautorin und Produzentin tätig. Beim Kurzfilm Snapped (2001) wirkte Lee als Regisseurin, Drehbuchautorin und Produzentin. In der Episode Twins des Episodenfilms Coffee and Cigarettes (2003) von Jim Jarmusch übernahmen sie und Cinqué Lee die Hauptrollen der Zwillinge. Gemeinsam mit Cinqué Lee schrieb sie das Drehbuch der Episode Jesus Children of America des Episodenfilms Alle Kinder dieser Welt aus dem Jahr 2005.

## Filmografie (Auswahl)

### Als Schauspielerin
- 1986: Nola Darling (She’s Gotta Have It)
- 1988: School Daze
- 1989: Do the Right Thing
- 1990: Nach uns die Sintflut (Bail Jumper)
- 1990: Mo’ Better Blues
- 1991: Der Kuß vor dem Tode (A Kiss Before Dying)
- 1992: Getrennte Wege (Fathers & Sons)
- 1994: Crooklyn
- 1995: Die andere Mutter (Losing Isaiah)
- 1997: Nowhere Fast
- 1999: Summer of Sam
- 2003: Coffee and Cigarettes
- 2004: She Hate Me
- 2006: Full Grown Men
- 2017–2019: Nola Darling (She’s Gotta Have It, Fernsehserie)
- 2020: Farewell Amor

### Als Drehbuchautorin
- 1994: Crooklyn
- 2005: Alle Kinder dieser Welt (All the Invisible Children, Teil Jesus Children of America)

### Als Filmproduzentin
- 1994: Crooklyn
- 1997: Nowhere Fast